# Andrea Meadová-Lawrenceová
Andrea Meadová-Lawrenceová (19. dubna 1932, Rutland County – 30. března 2009, Mammoth Lakes) byla americká alpská lyžařka.
Na olympijských hrách v Oslu roku 1952 získala dvě zlaté medaile, když vyhrála závod ve slalomu a v obřím slalomu. Byla první americkou alpskou lyžařkou, která vyhrála dvě zlaté olympijské medaile na jedněch hrách. Závodní kariéru ukončila roku 1956. Pouhé dva roky poté, v roce 1958, byla uvedena do americké národní lyžařské síně slávy. Byla vybrána jako předposlední nositel olympijské pochodně na zahajovacím ceremoniálu Zimních olympijských hrách v roce 1960 ve Squaw Valley předala ji americkému rychlobruslaři Kenu Henrymu. V roce 1980 vyšly její paměti pod názvem A Practice of Mountains, spoluautorkou byla Sara Burnabyová. V roce 2003 založila Andrea Lawrence Institute for Mountains and Rivers', neziskovou organizaci, která se věnuje ochraně přírody, zejména ve východních oblastech pohoří Sierra Nevada. Žije v této oblasti více než 40 let a byla také dlouhodobou obhájkyní ochrany jezera Mono a angažovala se i v dalších ekologických kampaních. V březnu 1951 ve Švýcarsku provdala za člena amerického lyžařského týmu Davida Lawrence. Pár se rozešel a rozvedl v roce 1967, poté co zplodil pět dětí. Její synovec Matt Mead byl guvernérem Wyomingu v letech 2011 až 2019.